# Митридатский гребень
Митридатский гребень — горная гряда на Керченском полуострове в Крыму. Относится к категории низких гор. Название хребту дано академиком Н. И. Андрусовым по горе Митридат в Керчи, считающейся восточной оконечностью (началом) хребта.

## Описание
Началом гребня принято считать гору Митридат, от которой он простирается почти строго на запад примерно на 20 км — «довольно высокий гребень, очень крутой к югу и довольно крутой к северу» На хребте выделяют гряду Золотого кургана, вершины Кашаровская (140,9 м), Андреевская (152,8 м), Чанлугар (157,9 м), Маяк (она же Пихбопай, Пихвопай, Китай, 189,8 м,). Андрусов считал, что сильно понижаясь за селением Джанкой (в верстах четырёх) гребень становится совсем плоским и исчезает. В настоящее гряду время принято продлевать до горы Маяк. По Андрусову гребень, как геологическая структура, заканчивается Аджиэльской балкой, западнее которой горная структура возобновляется (вновь поднимается) в виде Аджиэльского гребня
Основание гряды составляют глины, поверх которых на южном склоне лежат сарматские пласты, на северном — керченские известняки. Вершины гребня сложены мшанковым известняком
. В геоморфологическом отношении гребень представляет собой антиклинальное образование Керченско-Таманского периклинального прогиба. В конце XIX — начале XX века выходы мшанковых известняков хребта в некоторых местах разрабатывались для добычи строительного камня, образовав многочисленные каменоломни
Первым из исследователей обратил внимание на кольцевые горные хребты в районе Керчи Пётр Паллас, отметив, что этот район «…гораздо гористее, чем начало …полуострова». Изучая с 1882 по 1891 год геологическое строение полуострова, Н. И. Андрусов выделил и описал отдельные хребты, присвои им названия. Митридатскому гребню учёный посвятил отдельный раздел в работе «Геотектоника Керченского полуострова» 1893 года.